# Presto (muziekterm)
Presto is een van oorsprong Italiaanse muziekterm die aangeeft in welk tempo gespeeld moet worden. Presto betekent  "snel". Vaak wordt deze benaming gebruikt voor het laatste deel van een meerdelig stuk in de Westerse klassieke muziektraditie, dat dikwijls een snel karakter heeft.
Presto  behoort tot de zeer snelle tempi.
Het metronoomgetal komt neer op 168 tot 192, dus 168  tot 192 tellen per minuut, of circa 3 tellen per seconde.
Een nog snellere speelwijze is prestissimo. Dit zijn circa 200 tot 208 tellen per minuut.